# Ectropothecium decurrens
Ectropothecium decurrens är en bladmossart som beskrevs av Nishimura 1985. Ectropothecium decurrens ingår i släktet Ectropothecium och familjen Hypnaceae. Inga underarter finns listade i Catalogue of Life.